# Спринт (велоспорт)

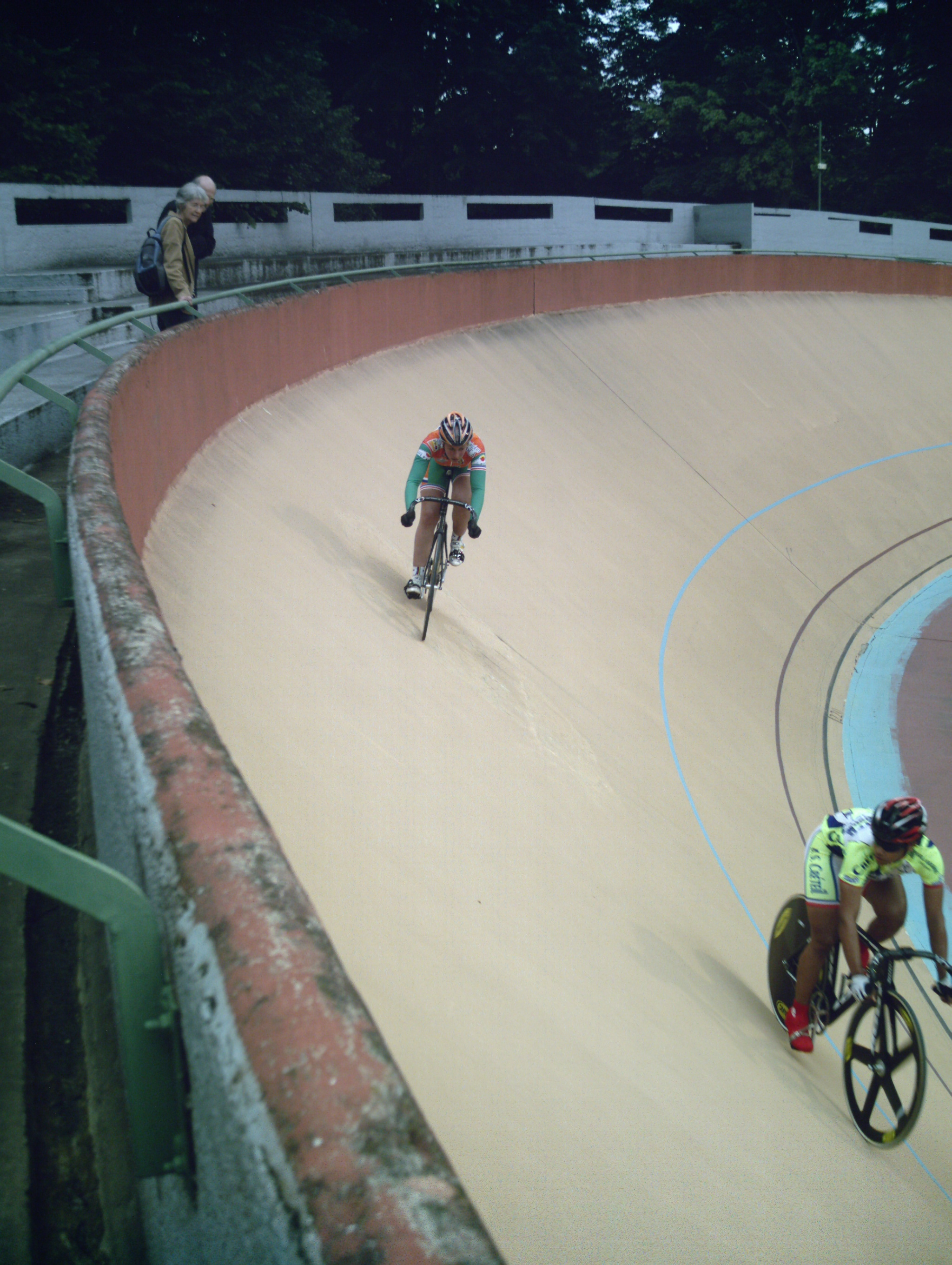
Перед стартом спринта на велотреке

Спринт — вид велотрековой гонки на 2 или 3 круга, в которой принимают участие от 2 до 4 спортсменов, отобранных в квалификационных заездах. Победителем в заезде признаётся гонщик, пересёкший финишную черту первым.

## История
Спринт — одна из самых старых дисциплин велоспорта. В программе чемпионатов мира по трековому велоспорту данная дисциплина у мужчин появилась в 1893 году, у женщин — в 1895.
Олимпийские медали по спринту разыгрываются у мужчин с 1896 года, у женщин — с 1988.

## Регламент
По правилам Международного союза велосипедистов (UCI), соревнование по спринту должно проводиться минимум среди 8 гонщиков и по крайней мере включать:
- гит на 200 метров с ходу — гонка для отбора на соревнования по спринту;
- четвертьфинал в один тур;
- полуфинал в три тура;
- финальные заезды: 1—2 (за первое место) и 3—4 (за третье место).

В 2016 году число участников соревнований по спринту в рамках Кубка мира и Чемпионата мира было увеличено с 24 до 28. В турнирах более низкого уровня допустимо меньшее число участников (8 или 16).
Дистанция спринтерской гонки составляет:
- 3 круга — при длине трека менее 333,33 метров;
- 2 круга — в остальных случаях.

При выполнении финального спринта каждый гонщик обязан ехать прямо до самого финиша и не совершать маневров, препятствующих проходу соперников.
Гонщик не вправе обгонять слева соперника, едущего в спринтерском коридоре. Гонщик может входить в спринтерский коридор, только если дистанция между ним и противником (не обязательно следующим внутри коридора) составляет не менее одной длины велосипеда.
Если гонщик пересекает измерительную линию, то он немедленно выбывает из соревнования.

## Тактика
В спринте наилучшей позицией на старте считается та, когда спортсмен занимает место за спиной противника — первому трудно увидеть, следовательно, — просчитать маневры. При этом нужно не отпустить противника далеко вперед.
В одном заезде допускается два сюрпляса длительностью не более 30 секунд каждый.